# Municipio Cuautitlán
Koordinaten: 19° 40′ 20″ N, 99° 10′ 50″ W
Cuautitlán ist ein Municipio im mexikanischen Bundesstaat México. Es gehört zur Zona Metropolitana del Valle de México, der Metropolregion um Mexiko-Stadt. Der Verwaltungssitz und größte Ort des Municipios ist die gleichnamige Stadt Cuautitlán; weitere größere Orte sind Galaxia Cuautitlán, San Mateo Ixtacalco, La Providencia, Santa María Huecatitla und Barrio Tlatenco.
Der Verwaltungsbezirk hatte im Jahr 2010 140.059 Einwohner, seine Fläche beträgt 26,3 km².

## Geographie

Kathedrale von Cuautitlán

Cuautitlán liegt im Nordosten des Bundesstaates México, etwa 15 km nördlich des Distrito Federal.
Das Municipio grenzt an die Municipios Cuautitlán Izcalli, Teoloyucan, Melchor Ocampo, Tultepec und Tultitlán.